# بتانی، شهرستان کالدول، کنتاکی
بتانی (به انگلیسی: Bethany) یک منطقهٔ مسکونی در ایالات متحده آمریکا است که در شهرستان کالدول، کنتاکی واقع شده‌است. بتانی ۱۷۷٫۰۹ متر بالاتر از سطح دریا واقع شده‌است.